# Glenvar Heights
Glenvar Heights est une census-designated place du comté de Miami-Dade, dans l'État de Floride, aux États-Unis,. En 2020, elle compte une population de 20 786 habitants.